# الحجيرين (السبرة)

تعديل مصدري - تعديل

الحجيرين محلة تابعة لقرية شايب، التابعة لعزلة زبيد بمديرية السبرة إحدى مديريات محافظة إب في الجمهورية اليمنية.، بلغ تعداد سكانها 41 نسمة حسب تعداد اليمن لعام 2004.